# Žmurka
Žmúrka je tretja prozorna kožna guba (latinsko plica semilunaris), ki varuje oko pred učinki vode in zraka. Imajo jo številne vrste živali: večina morskih psov, plazilci, dvoživke, ptice in nekateri sesalci.
Med primati ima razvito, delujočo žmurko le ena vrsta (Calabar angwantibo). Pri človeku je ostanek žmurke na videz nekoristna rdeča grudica v notranjem kotu oči. Ta žmurka je vedno zvita in je ostalina razvoja vrst. 
Žmurka ima različne vloge pri posameznih vrstah. Pri vidri je prozorna in se zapre med plavanjem pod vodo. Pri morskih levih žival uporabi žmurko ko pride iz vode ali po potrebi, da očisti oko. Pri severnih medvedih žmurka nadomesti sončna očala in ščiti oko pred premočno svetlobo. Pri ujedah žmurka varuje oči staršev ko mladičem podajajo hrano, ko imajo že močne kljune. Pri morskih psih žmurka varuje oči kadar žival napada žrtev.
Pri psih in mačkah žmurka običajno ni vidna. Če je večino časa vidna, je to bolezenski znak. 